# 先天性无阴道
先天性无阴道（英語：Congenital Absence of Vagina），是双侧副中肾管发育不全或双侧副中肾管尾端发育不良所致的一种先天性异常。
常合并有先天性无子宫或仅有痕迹子宫，偶也有发育正常的子宫、宫颈，会合后未向尾端伸展形成管道，但也可能合并有闭锁的宫颈。如副中肾管仅末端发育停滞，可仅形成阴道的下端闭锁。这类情况卵巢一般均发育正常，个别兼发生合并泌尿道畸形。
表现为青春期后无月经来潮；宫腔积血所致的周期性下腹痛，并及下腹包块；性交困难。外阴和第二性征发育正常，无阴道口或在阴道外口处仅见一浅凹陷。医疗上可以进行人工阴道手术。